# Notodonta dromedarius
Notodonta dromedarius là một loài bướm đêm thuộc họ Notodontidae. Nó được tìm thấy ở châu Âu và Anatolia.

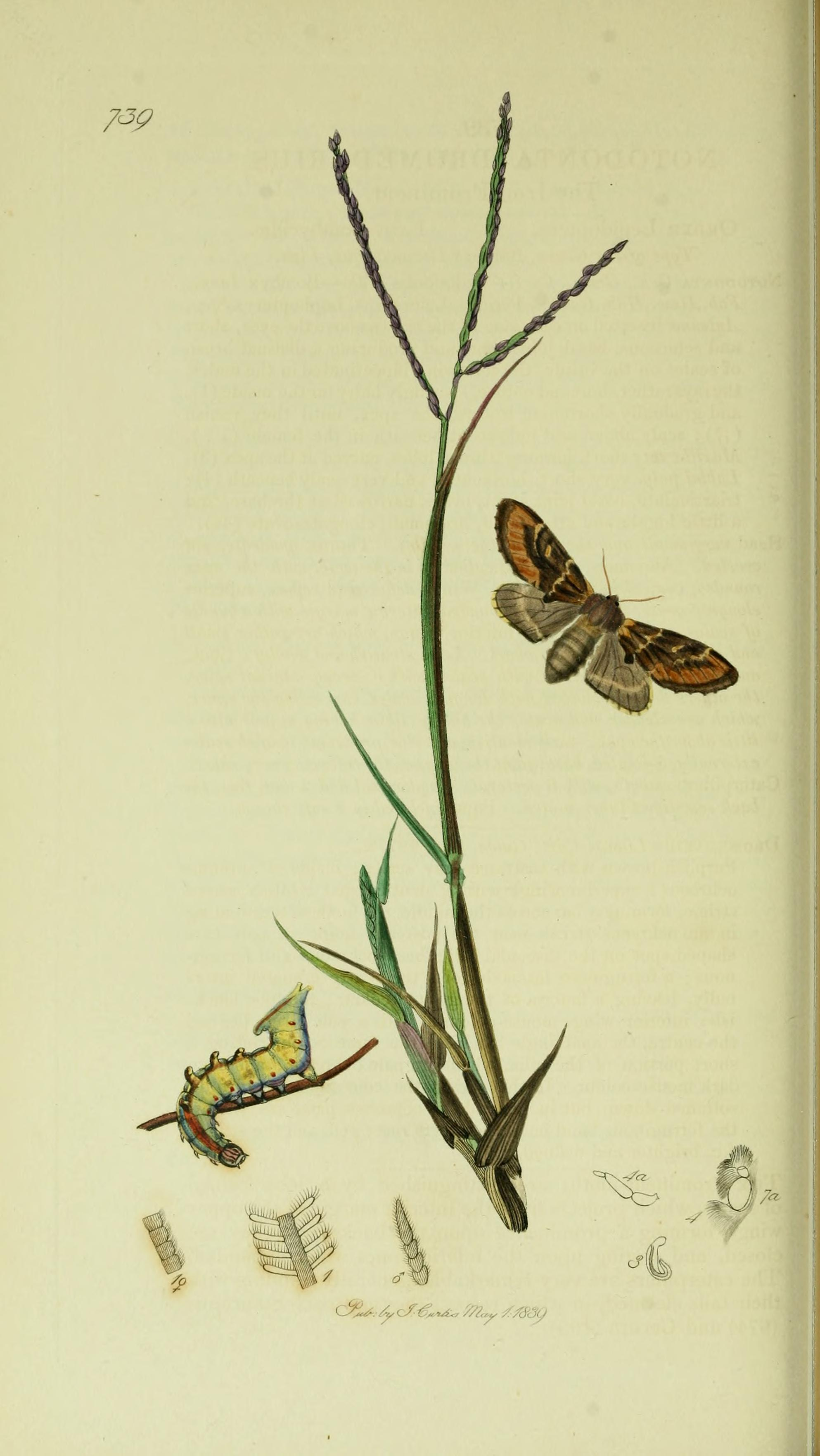
Hình minh họa của John Curtis's British Entomology Volume 5

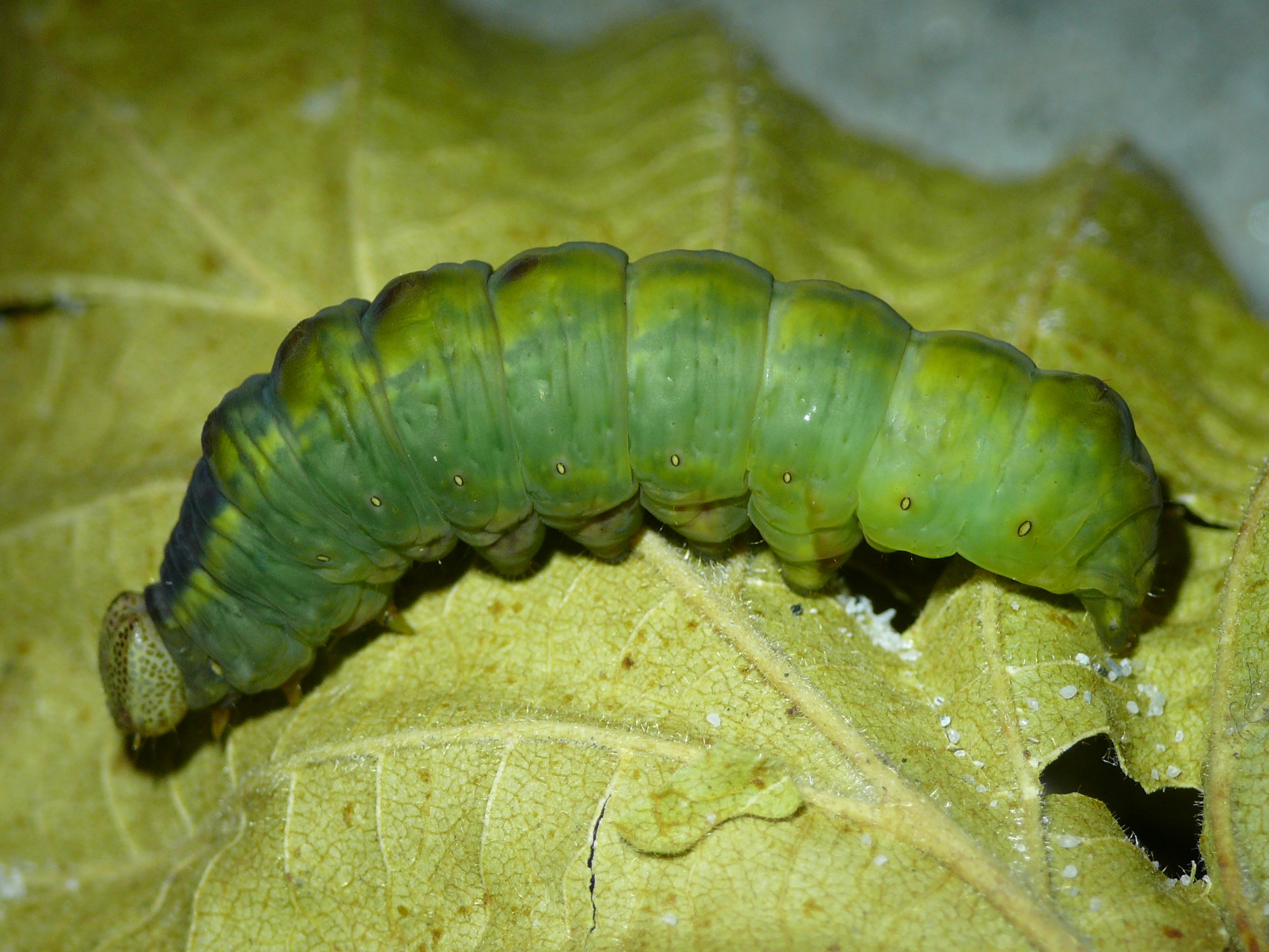
Ấu trùng

Sải cánh dài 35–40 mm. Con trưởng thành bay từ tháng 4 đến tháng 8 tùy theo địa điểm.
Ấu trùng ăn Corylus avellana, bạch dương, tống quán sủi và sồi.

## Hình ảnh

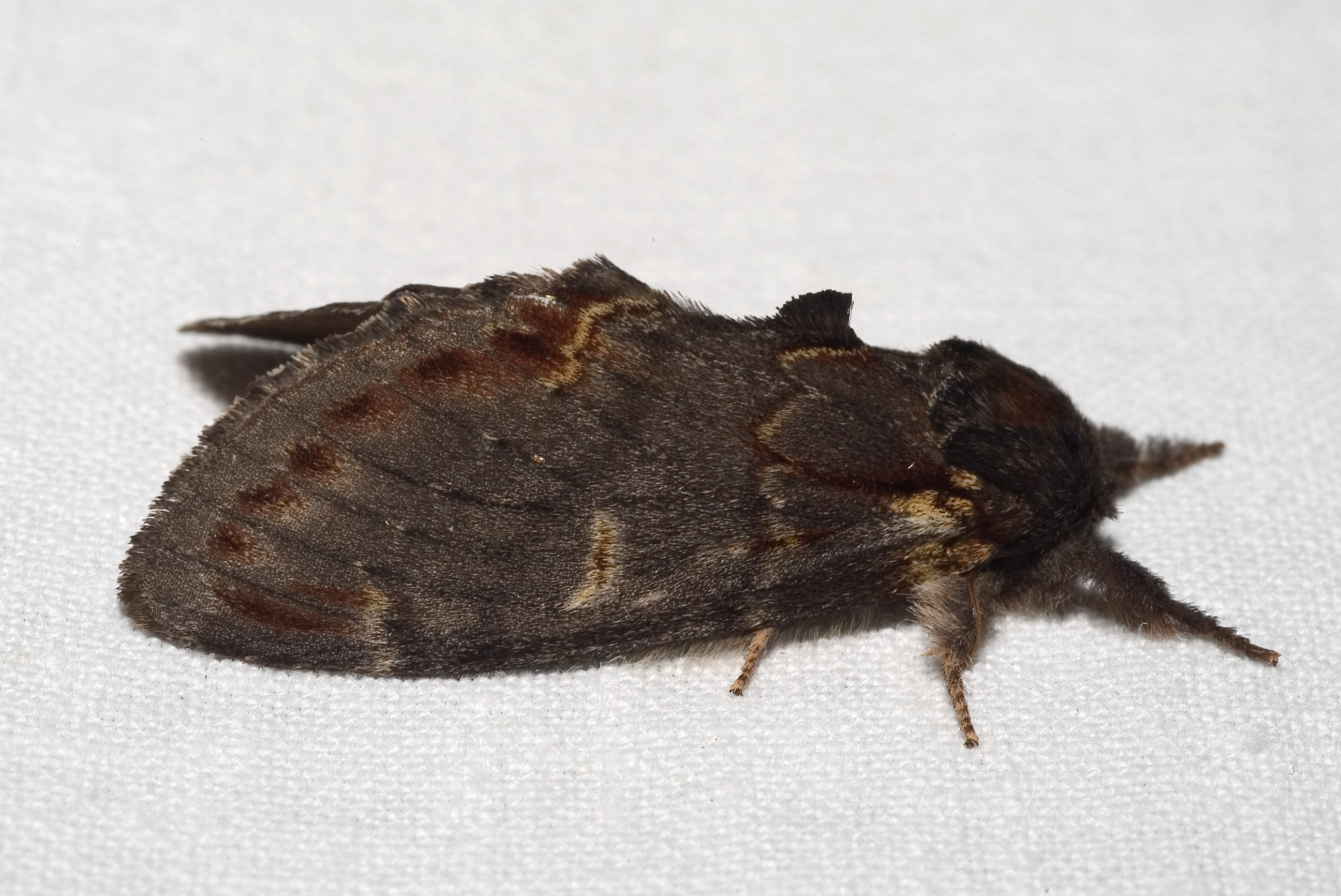
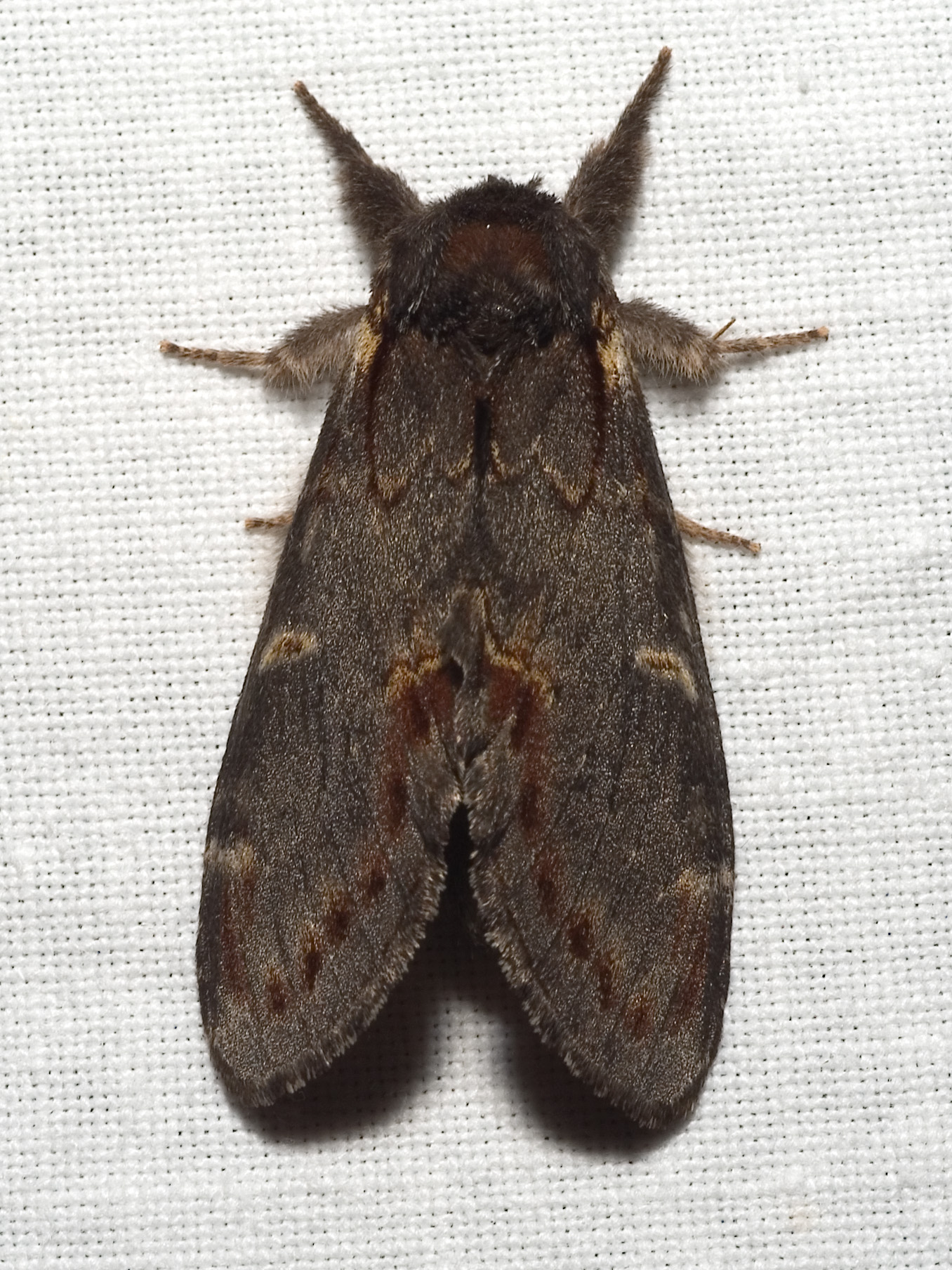